# オブルチェヴィクティス
オブルチェヴィクティスはデボン紀後期のラトビアに生息していた原始的な四肢動物である。唯一発見されている下顎骨は当初誤って肉鰭綱のものであるとされていたが、詳細な調査の結果スコットランドで発見されたエルギネルペトンとの類似性が認められた。四肢動物であるとされている。